# Impuntualidad

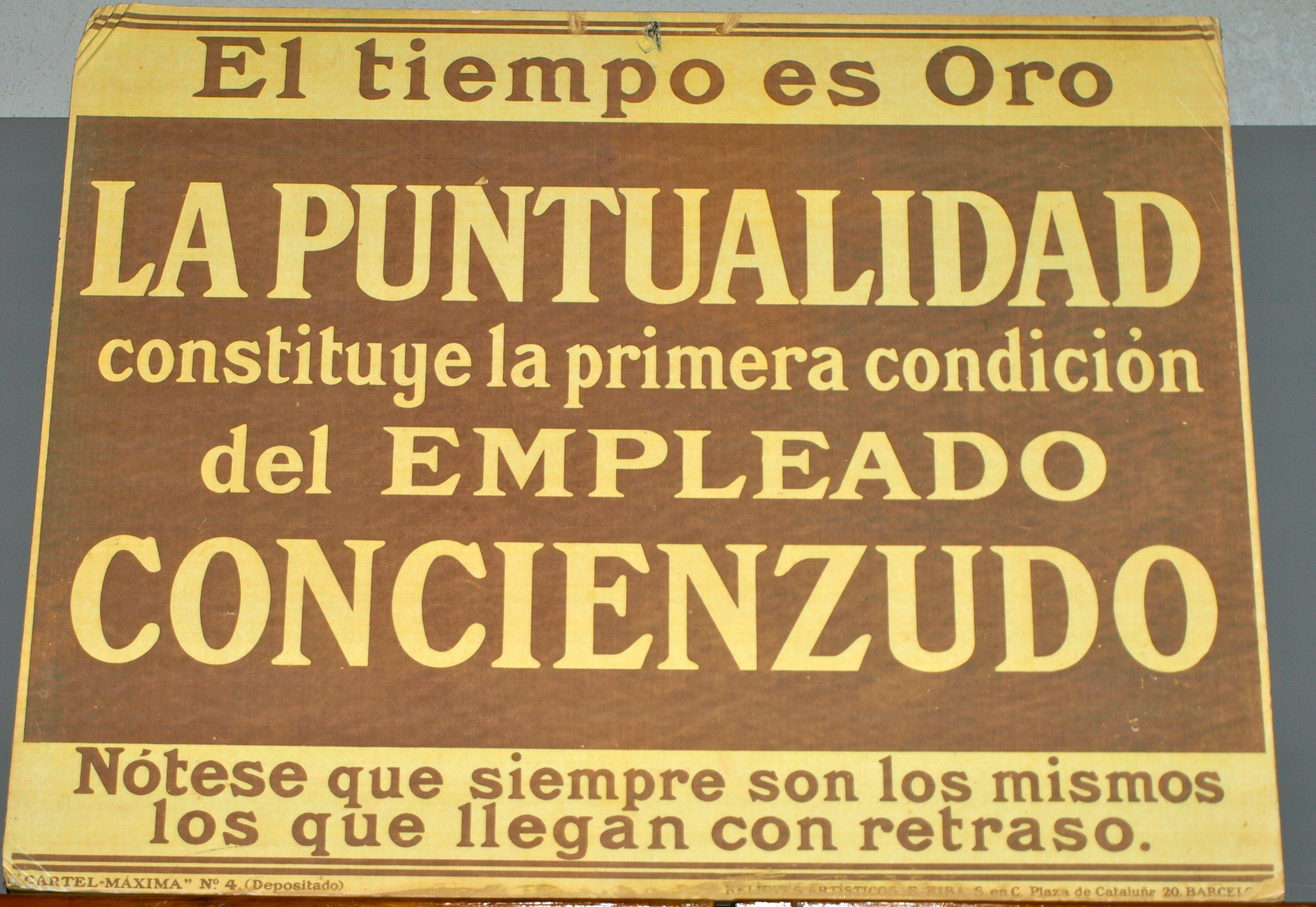
Texto motivacional en una fábrica textil

La tardanza o impuntualidad  es el hábito de llegar tarde o retrasar la llegada. Se trata de una forma de mala conducta que puede ser castigada formalmente en varios lugares, como el lugar de trabajo, la escuela, entre otros. Un rasgo de personalidad opuesto es la puntualidad.

## Características de las personas impuntuales
Para Elsa Wolfberg, médica psiquiatra y psicoanalista, una persona puede ser impuntual por las siguientes causas:
- ·Baja autoestima: cree que lo que aportará no será suficiente o de poca calidad y así acorta el encuentro.
- ·Haber sido relegado y tratado con destiempo en su historia personal.
- ·Agendar más compromisos de los que realmente puede cumplir.
- Tener una alta ambivalencia hacia la persona con la que debe encontrarse o por la actividad que tiene que efectuar: se queda a mitad de camino, ni va del todo, ni falta.
- Creerse sobredimensionado y pensar que hacerse esperar lo vuelve aún más importante.
- Haber perdido la noción del tiempo: enfrascándose en tareas apasionantes o por ser un adicto al trabajo.
- Padecer de rebeldías no encauzadas: se pelea con normas y relojes para demostrar que está más allá de las pautas consensuadas.
- ·No encontrar canales de expresión: llegar tarde al trabajo implica que no se tiene motivación pero tampoco se encuentra el modo de plantear el desacuerdo.

## Tipos o perfiles de persona impuntual
Diana DeLonzor en su libro Nunca llegues tarde otra vez (Never Be Late Again: 7 Cures for the Punctually Challenged) clasificó a la gente impuntual en 7 categorías:
- "racionalizador": insiste en culpar a las circunstancias en lugar de reconocer la responsabilidad por la tardanza.
- "productor": trata de hacer todo lo posible en el tiempo disponible y, como resultado, tiene dificultades con horarios demasiado ajustados.
- "deadliner" (en el límite de tiempo): disfruta de la adrenalina durante los intentos de superar el objetivo de tiempo.
- "indulgente" tiene poco autocontrol.
- "rebelde" que llega tarde para desafiar la autoridad y las reglas.
- "profesor distraído", que tiene habitualmente distracción.
- "evasor" que da más prioridad a sus propias necesidades que a llegar a tiempo.